# Ющенко Олександр Миколайович
Олекса́ндр Микола́йович Ю́щенко — полковник Збройних сил України, учасник російсько-української війни.

## З життєпису
Станом на січень 2014 року — старший офіцер відділу забезпечення захисту інформації, управління захисту інформації в інформаційно-телекомунікаційних системах Головного управління зв'язку та інформаційних систем ГШ ЗСУ.

## Нагороди
За особисту мужність, сумлінне та бездоганне служіння Українському народові, зразкове виконання військового обов'язку відзначений — нагороджений
- 10 жовтня 2015 року — орденом Богдана Хмельницького III ступеня.